# Uttenweiler
Uttenweiler est une commune de Bade-Wurtemberg (Allemagne), située dans l'arrondissement de Biberach, dans la région Donau-Iller, dans le district de Tübingen.

## Jumelage
- Oetwil am See
- Penig